# UVERworld KING'S PARADE Zepp DiverCity 2013.02.28
『UVERworld KING’S PARADE Zepp DiverCity 2013.02.28』（ウーバーワールド キングスパレードゼップダイバシティ 2013.02.28）は、UVERworldの8枚目のライブDVDである。2013年11月6日にgr8!records (SME) より発売された。同時に、Blu-ray Disc版も発売された。

## 概要
本作は、UVERworldが2013年2月28日に行ったZepp DiverCityでのワンマンライブ（男祭り）の映像を収録している。初回生産限定盤には2012年12月1日に行われたさいたまスーパーアリーナで日本初ザイロバンドを導入したライブから15曲を収録。初回生産限定盤のみARENA TOUR 2012 "THE ONE"のSpecial Photo Bookletが付属している。
キャッチコピーは、『UVERworld 男・男・男祭り！』。

## 収録曲

### Disc-1
1. 7th Trigger
2. KINJITO
3. Don't Think. Feel
4. 6つの風
5. いつか必ず死ぬことを忘れるな
6. スパルタ
7. ace of ace
8. LIMITLESS
9. 23ワード
10. NO.1
11. 志-kokorozashi-
12. Massive
13. REVERSI
14. GOLD
15. BABY BORN & GO
16. バーベル～皇帝の新しい服ver.～
17. CORE PRIDE
18. MONDO PIECE
19. トキノナミダ -Encore-
20. 7th Trigger -Encore-

### Disc-2
1. REVERSI
2. Don't Think. Feel
3. CHANCE!
4. 23ワード
5. KINJITO
6. GOLD
7. 此処から
8. Massive -special-
9. LIMITLESS
10. 畢生皐月プロローグ
11. THE OVER
12. NO.1
13. CORE PRIDE
14. 7th Trigger
15. MONDO PIECE